# ДП (пулемёт)
ДП (Дегтярёва пехотный, индекс ГАУ — 56-Р-321) — ручной пулемёт калибра 7,62 мм, разработанный Василием Алексеевичем Дегтярёвым.
ДП стал одним из первых образцов стрелкового оружия, созданных в СССР.

## История
Проектирование ручного пулемёта Дегтярев начал в 1923 году по собственной инициативе. 22 июля 1924 г. комиссия под руководством председателя Стрелкового комитета РККА Н. Н. Куйбышева провела испытание ручного пехотного пулемёта системы Дегтярева и дала высокую оценку новому образцу, отметив «выдающуюся оригинальность идеи, безотказность работы, скорострельность, и значительную простоту в обращении системы тов. Дегтярева»
Первые десять серийных пулемётов ДП были изготовлены на Ковровском заводе 12 ноября 1927 года, затем партия из 100 пулемётов была передана на войсковые испытания, по результатам которых 21 декабря 1927 года пулемёт был принят на вооружение РККА.
С принятием на вооружение Красной Армии ручного пулемёта ДП работа над его усовершенствованием не прекратилась. Исследования различных конструктивных изменений в ДП-27 привели к созданию Дегтяревым образцов 1931, 1934 и 1938 годов.
В 1939 году для лыжных подразделений РККА была разработана лёгкая зенитная установка-тренога к пулемёту ДП
Пулемёт массово использовался в качестве основного оружия огневой поддержки пехоты звена взвод—рота вплоть до конца Великой Отечественной войны. ДП вооружались подразделения войск НКВД по охране особо важных предприятий промышленности.
Использовался для стрельбы по низколетящим самолётам (в ходе боевых действий было установлено, что наиболее эффективным является огонь по перешедшим в пикирование и выходящим из пике самолётам-штурмовикам).
Во время обороны Ленинграда использовавшиеся для ведения огня со стационарных позиций в условиях позиционной войны пулемёты ДП начали комплектовать прямоугольными бронещитами (выпуск которых освоил Ижорский завод).
Трофейные образцы ДП использовали немцы. Кроме того, за счёт захваченных в Зимней войне 1939—1940 годов и позднее трофеев это был один из наиболее массовых образцов ручных пулемётов в финской армии в период Второй мировой войны, в том числе ввиду существенного превосходства над финским пулемётом Лахти-Салоранта.
29 августа 1944 г. народный комиссар вооружения СССР Д. Ф. Устинов и начальник Главного артиллерийского управления Н. Д. Яковлев представили модернизированный ручной пулемёт в Государственный Комитет Обороны для утверждения. Государственный Комитет Обороны утвердил предложенные изменения в ручном пулемёте, присвоив ему наименование ДПМ (Дегтярева пехотный модернизированный).
По окончании войны пулемёт ДП и его модернизированный вариант ДПМ были сняты с вооружения Советской Армии и широко поставлялись дружественным СССР странам. На вооружении государств-участников ОВД состоял до 1960-х годов. Применялся в Корее, Вьетнаме и других странах.
На основе опыта, приобретённого во Второй мировой, стало ясно, что пехоте необходимы единые пулемёты, сочетающие повышенную огневую мощь с высокой мобильностью. В качестве эрзац-заменителя единого пулемёта в звене рота на основе более ранних разработок в 1946 году был создан и принят на вооружение ручной пулемёт РП-46, представлявший собой модификацию ДПМ под ленточное питание, что, вкупе с утяжелённым стволом, обеспечивало большую огневую мощь при сохранении приемлемой маневренности.
Высокую оценку данному оружию давал Владимир Фёдоров — российский, а затем советский оружейный конструктор, в годы войны работавший консультантом по стрелковому оружию в наркомате, автор книг по истории стрелкового оружия.

## Система
Ручной пулемёт ДП является оружием с автоматикой на основе отвода пороховых газов и магазинным питанием. Газовый двигатель имеет поршень с длинным рабочим ходом и газовый регулятор, расположенные под стволом.
Сам ствол — легкосъёмный, частично скрыт защитным кожухом и оснащён коническим съёмным пламегасителем (ранние выпуски не имели пламегасителя, как и резьбы на стволе для него). Ствол порой не выдерживал интенсивной стрельбы: поскольку он был тонкостенным, он быстро нагревался (особенно на поздних выпусках, у которых для упрощения ствол был выполнен без ребристого радиатора), и для того, чтобы не вывести пулемёт из строя, приходилось стрелять короткими очередями (боевая скорострельность пулемёта — до 80 выстрелов в минуту). Смена ствола непосредственно во время боя была затруднена: она требовала специального ключа для снятия его замыкателя и защиты рук от ожогов.
Запирание затвора осуществлялось двумя боевыми упорами, разводимыми в стороны при движении ударника вперёд. После того, как затвор приходит в переднее положение, затворная рама продолжает движение, при этом уширенная средняя часть соединённого с ней ударника, воздействуя изнутри на задние части боевых упоров, разводит их в стороны, в пазы ствольной коробки, жёстко запирая затвор. После выстрела затворная рама под действием газового поршня начинает движение назад. При этом ударник отводится назад, а специальные скосы рамы сводят боевые упоры, выводя их из зацепления со ствольной коробкой и отпирая затвор. Возвратно-боевая пружина располагалась под стволом и при интенсивном огне перегревалась, теряя упругость, что было одним из сравнительно немногочисленных, но существенных недостатков пулемёта ДП. Кроме того, боевые упоры требовали точной подгонки для достижения симметричного запирания (что не представляло на практике существенного недостатка).

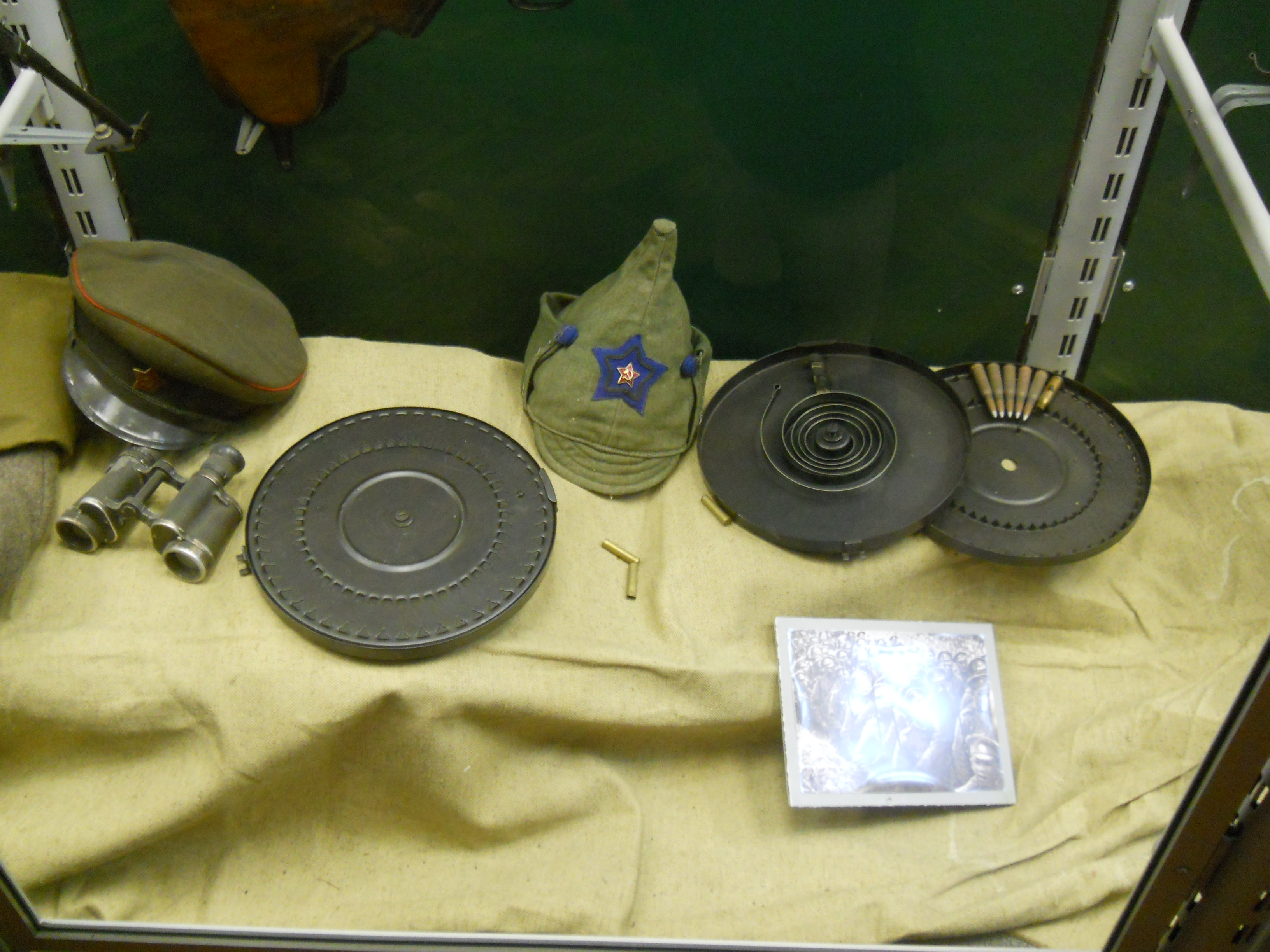
Патроны располагались по окружности, пулями к центру диска.

Питание осуществлялось из плоских дисковых магазинов — «тарелок», в которых патроны располагались по окружности, пулями к центру диска. Такая конструкция обеспечивала надёжную подачу патронов с выступающей закраиной, однако имела и существенные недостатки: большие габариты и масса пустого магазина, неудобство в транспортировке и заряжании, а также возможность повреждения магазина в условиях боя из-за его склонности к деформации. Ёмкость магазина изначально составляла 49 патронов, позднее были введены 47-патронные с повышенной надёжностью действия. К пулемёту придавалось три магазина с металлическим коробом для их транспортировки.
Следует отметить, что хотя внешне магазин ДП и напоминает магазин пулемёта Льюиса, на самом деле он представляет собой совершенно отличную по принципу действия конструкцию; например, у «Льюиса» патронный диск проворачивается за счёт энергии затвора, передаваемой на него сложной системой рычагов, а у ДП — за счёт предварительно взведённой пружины в самом магазине.

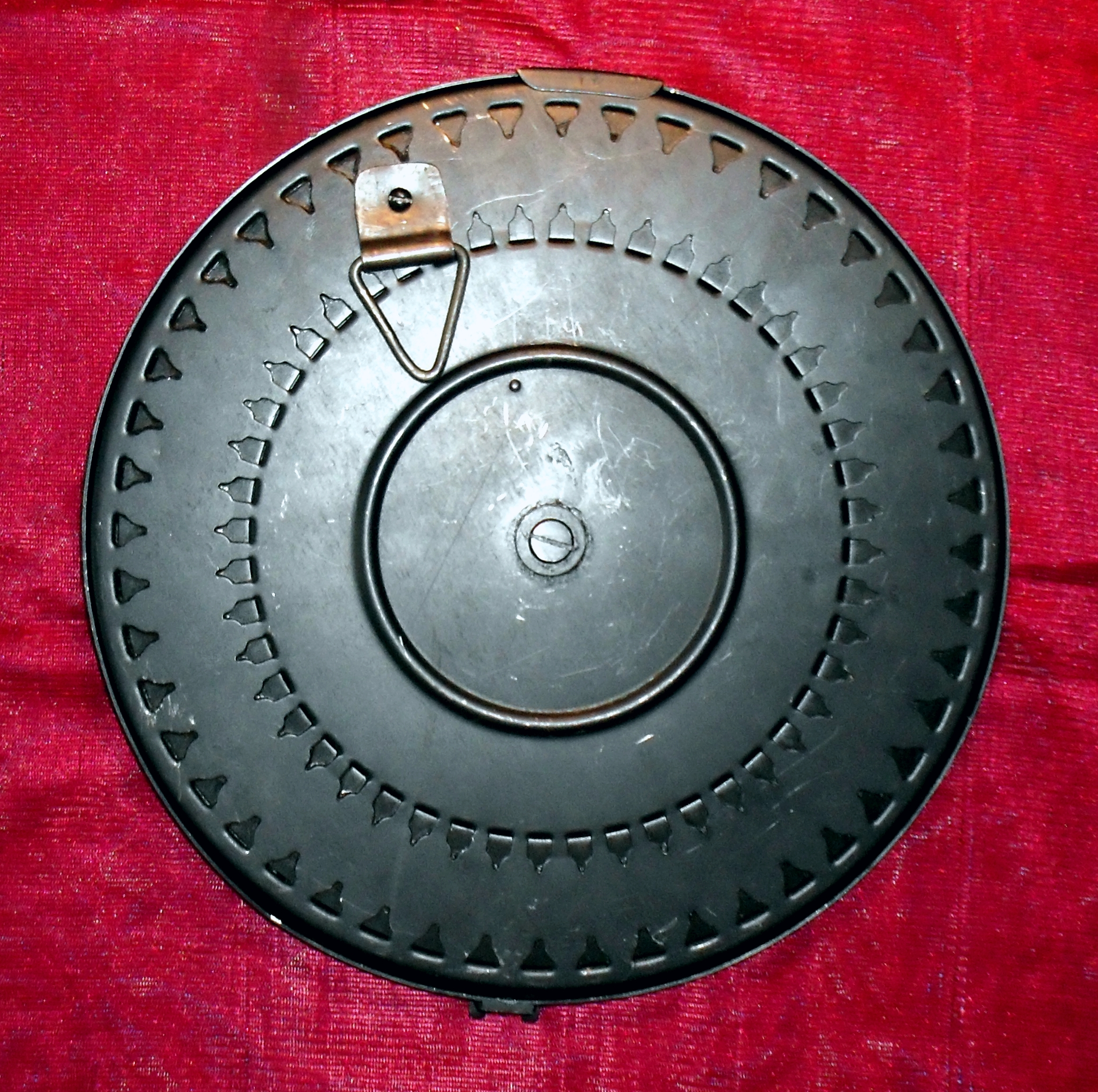
Дисковый магазин пулемёта ДП, вид сверху.
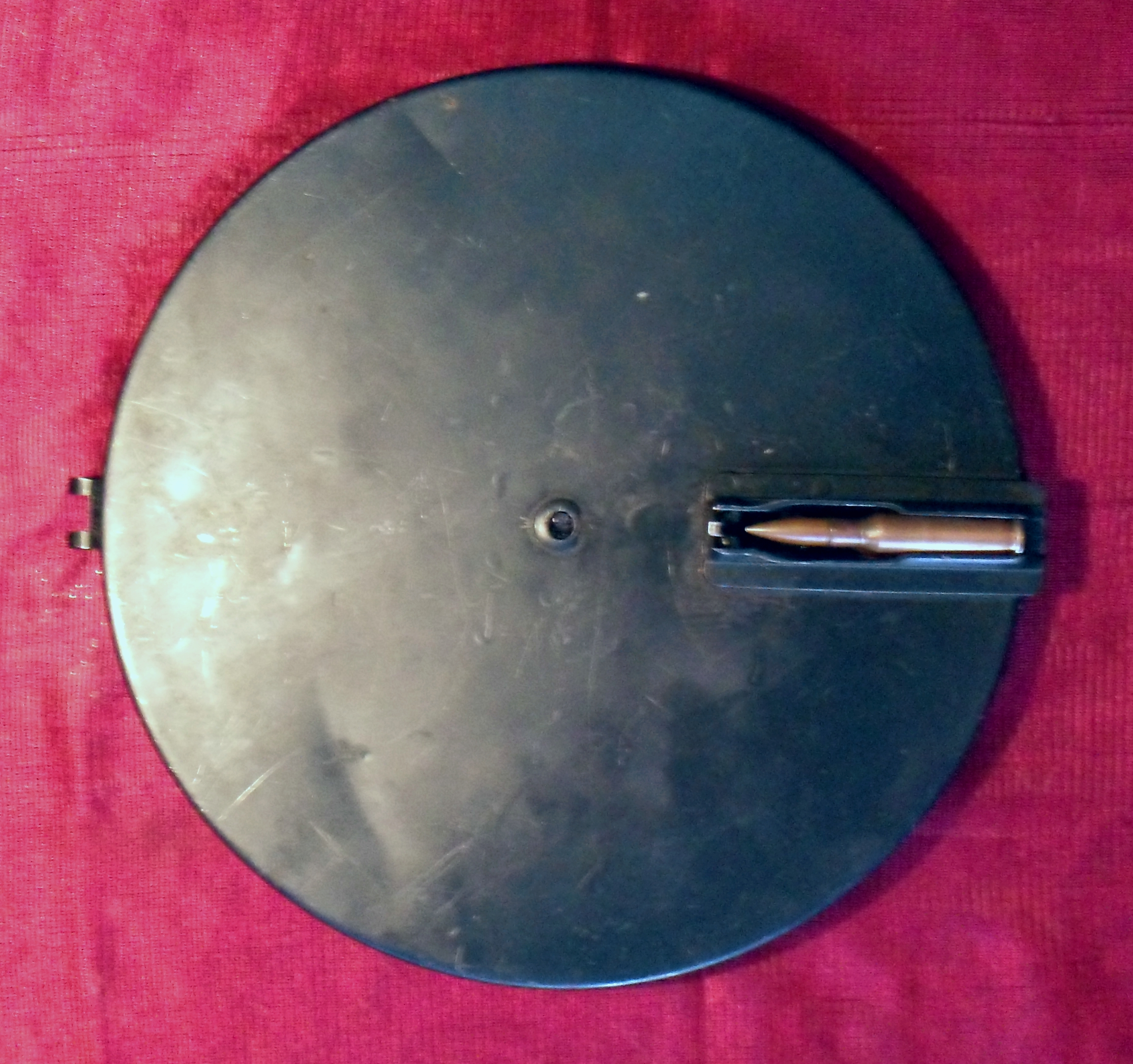
Дисковый магазин пулемёта ДП, вид снизу.
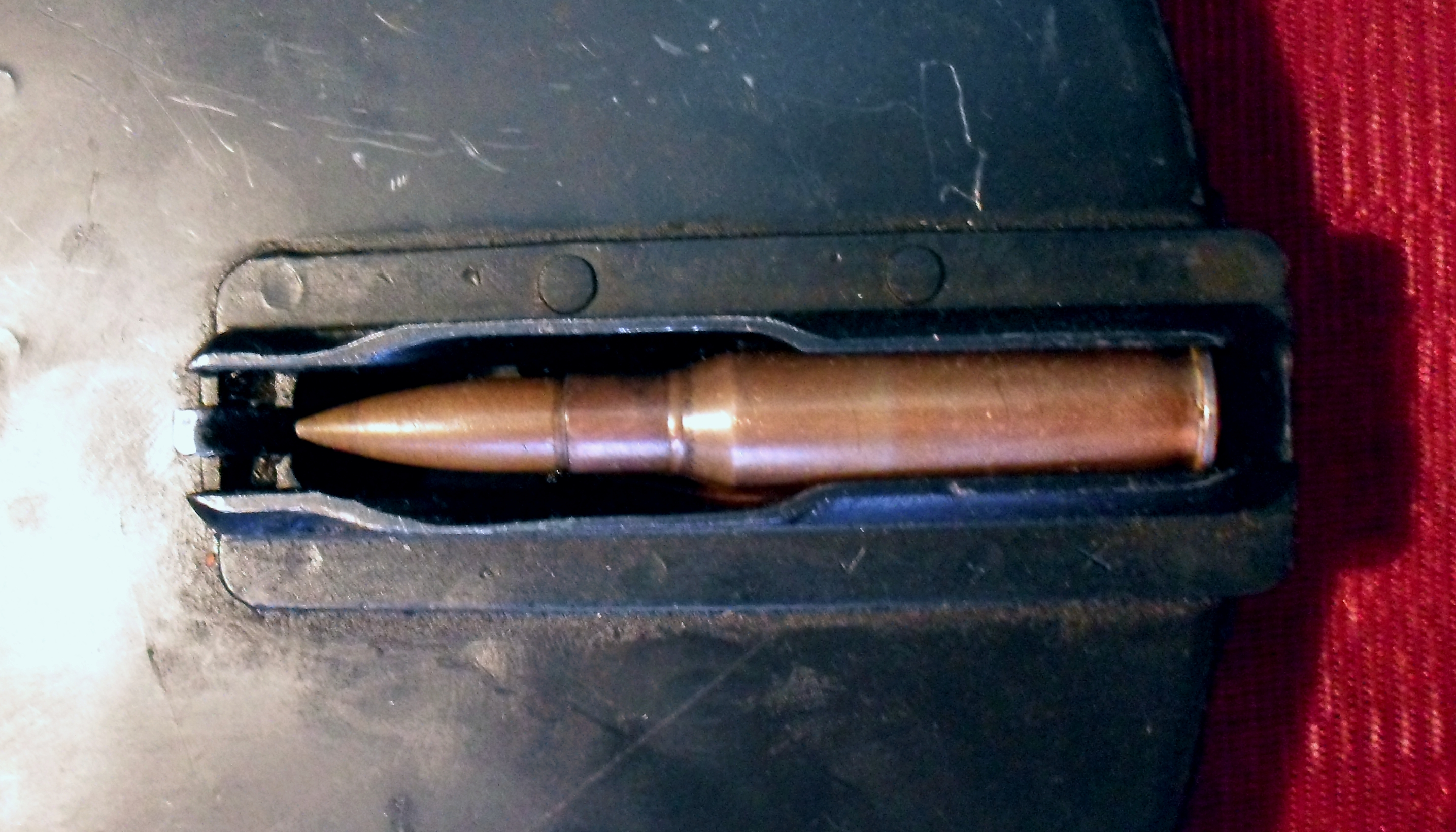
Губки магазина.

Спусковой механизм пулемёта позволял вести только автоматический огонь с открытого затвора. Он расположен в спусковой раме, крепящейся к ствольной коробке поперечной чекой. Обычного предохранителя не имелось, вместо него был выполнен автоматический предохранитель в виде клавиши, выключавшийся при охвате рукой шейки приклада. При ведении интенсивного огня необходимость постоянно удерживать клавишу предохранителя нажатой утомляла стрелка, а приклад винтовочного типа не способствовал прочному удержанию оружия при стрельбе очередями. Более удачной оказалась спусковая рама танкового пулемёта ДТ, который имел обычный предохранитель и пистолетную рукоятку. Модернизированный вариант пулемёта — ДПМ — получил аналогичную конструкцию спусковой рамы. Также интересно отметить, что неавтоматический предохранитель в дополнение к родному автоматическому вводился в конструкцию финских ДП в процессе их капремонта.
Огонь из ДП вёлся со съёмной двуногой сошки, сошки в горячке боя порой терялись из-за неудачного крепления или расшатывались, что, в свою очередь, существенно ухудшало удобство применения и устойчивость пулемётов. Поэтому на ДПМ ввели несъёмную сошку. Выброс стреляных гильз осуществлялся вниз.

### Принадлежность пулемёта
В состав принадлежности к пулемёту входит:
- составной шомпол для чистки канала ствола;
- ключ-отвёртка для разборки и сборки пулемёта;
- коленчатая протирка с щетинным ёршиком для протирания и чистки патронника через верхнее окно ствольной коробки без разборки пулемёта;
- прибор для прочистки газовых путей;
- две выколотки для выталкивания осей и шпилек;
- извлекатель для извлечения оторвавшихся дулец гильз.

Вся принадлежность укладывается в коробку-сумку или брезентовую сумку.

### Глушитель звука выстрела
В конце 1941 года был разработан (вероятно, при участии И. Г. Митина) прибор СГ-ДП (Специальный глушитель звука к ручному пулемёту «ДП»). Применялись патроны с уменьшенным пороховым зарядом и лёгкой пулей, начальная скорость которой составляла 330 м/с. Прибор позволял вести бесшумную автоматическую стрельбу на дальности до 300 м (при убойном действии пули до 500 м). 27 мая 1942 года глушитель был принят на вооружение Красной Армии. В июне 1942 года на заводе № 2 НКВ в Коврове предполагалось выпустить 500 шт. данных изделий. Глушитель весил 1,3 кг, общая длина пулемёта с глушителем составляла 1332 мм.
После полигонных испытаний июля 1942 года СГ-ДП был отправлен на доработку. Она происходила в ковровском ОКБ-2 конструкторами А. М. Маранцевым и И. В. Долгушевым. Изменённый глушитель получил уменьшенный с 16 до 14,5 мм внутренний диаметр канала ствольной насадки. Его масса 1,15 кг, длина насадки 85 мм, общая длина 291 мм.

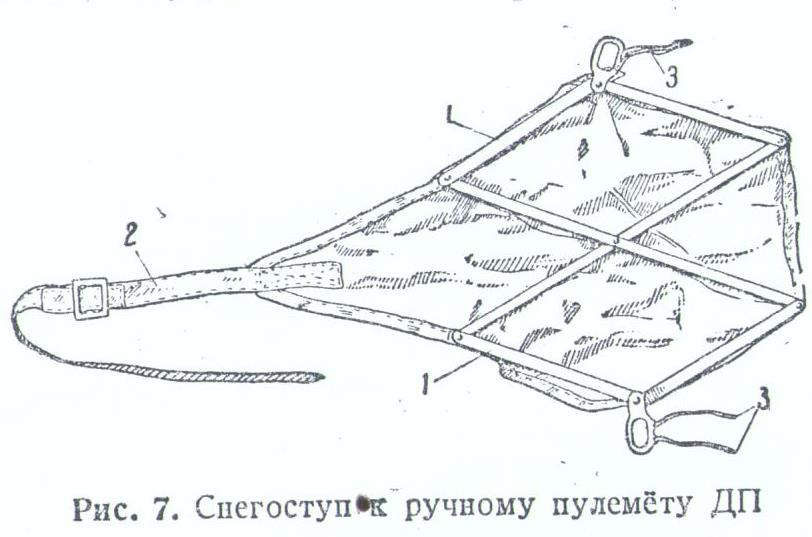
Снегоступ к ручному пулемёту ДП

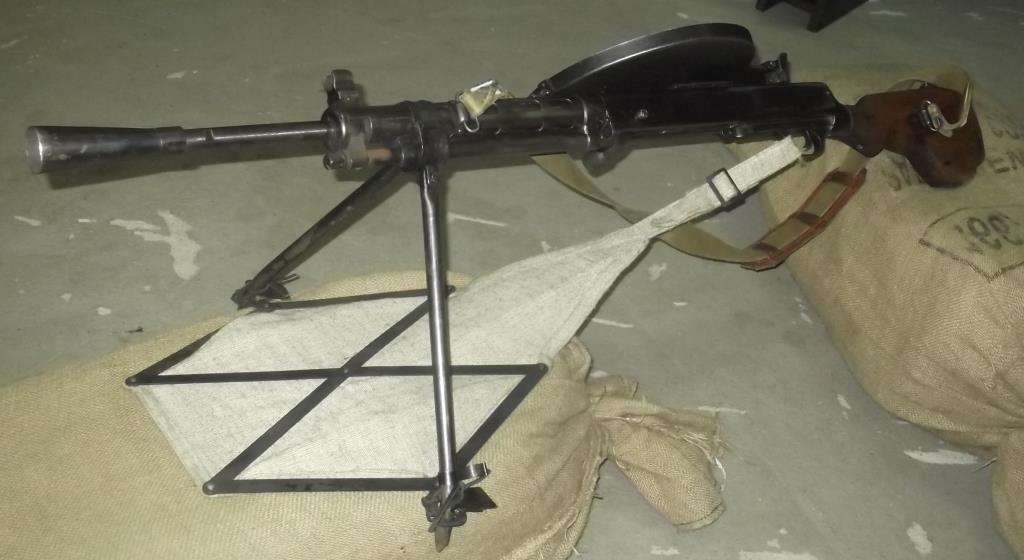
Пулемёт ДП-27 с репликой снегоступа.

В конце 1942 г. глушитель поступил на испытания НИПСВО под обозначением СГ-42 (Специальный глушитель образца 1942 года). Предположительно, он применялся на фронте и выпускался серийно, но информации об объёмах производства нет. Послевоенные испытания данных глушителей в феврале-марте 1948 г. показали нецелесообразность их дальнейшей эксплуатации, поскольку они не обеспечивали требуемую безотказность работы ДП и ДПМ и по этой причине подлежали утилизации.
В 1948—1950 годах в ОКБ-2 доработали глушитель СГ-42, получив прибор КБ-П-535. Его масса с обтюраторами составляла 0,96 кг, длина 301 мм, высота 68 мм, ширина 34 мм, длина пулемёта с глушителем 1310 мм.
В марте-апреле 1950 г. глушители КБ-П-535 вместе с пулемётами РП-46 проходили полигонные испытания, однако они вновь не удовлетворили всем требованиям.

### Снегоступ
Из-за того, что ноги пулемёта легко утопали в снегу и рыхлых грунтах к ним изготавливались различные приспособления, например снегоступ.
Снегоступ к ручному пулемёту ДП состоит из металлических пластинок, шарнирно скреплённых между собой и с натянутым на них полотнищем из лёгкого брезента. Две металлические пластинки, с проушинами и ремешками к ним, служат для крепления сошек пулемёта, а парусиновая оттяжка с пряжкой — для крепления за спусковую скобу пулемёта.
Снегоступ служит опорой для пулемёта ДП при стрельбе с глубокого снега, а также с болотистого и песчаного грунта летом.
На снегоступ также удобно складывать диски для пулемёта и патроны к нему.

## Патроны
Для стрельбы из ручного пулемёта используются следующие патроны:
- патрон с пулей обр. 1908 года (лёгкая), предназначается для поражения живой силы противника на дальности до 800 м; убойную силу пуля сохраняет на расстоянии до 2500 м;
- патрон с пулей обр. 1930 года (тяжёлая), предназначается для поражения живой силы противника; убойная сила сохраняется на расстоянии до 3500 м; для стрельбы используется только при отсутствии патронов с лёгкой пулей обр. 1908 года;
- патрон с бронебойной пулей обр. 1930 года (Б-30), предназначается для поражения лёгких бронированных целей (бронемашин, танкеток) на дистанции до 300 м;
- патрон с бронебойно-зажигательной пулей обр. 1932 года (Б-32), предназначается для поражения бронированных целей (танков, бронемашин, танкеток, огневых точек, самолётов) и для зажигания горючего (бензина);
- патрон с трассирующей пулей (Т-30 и Т-46), предназначается для целеуказания, пристрелки и корректировки огня.

## Применение

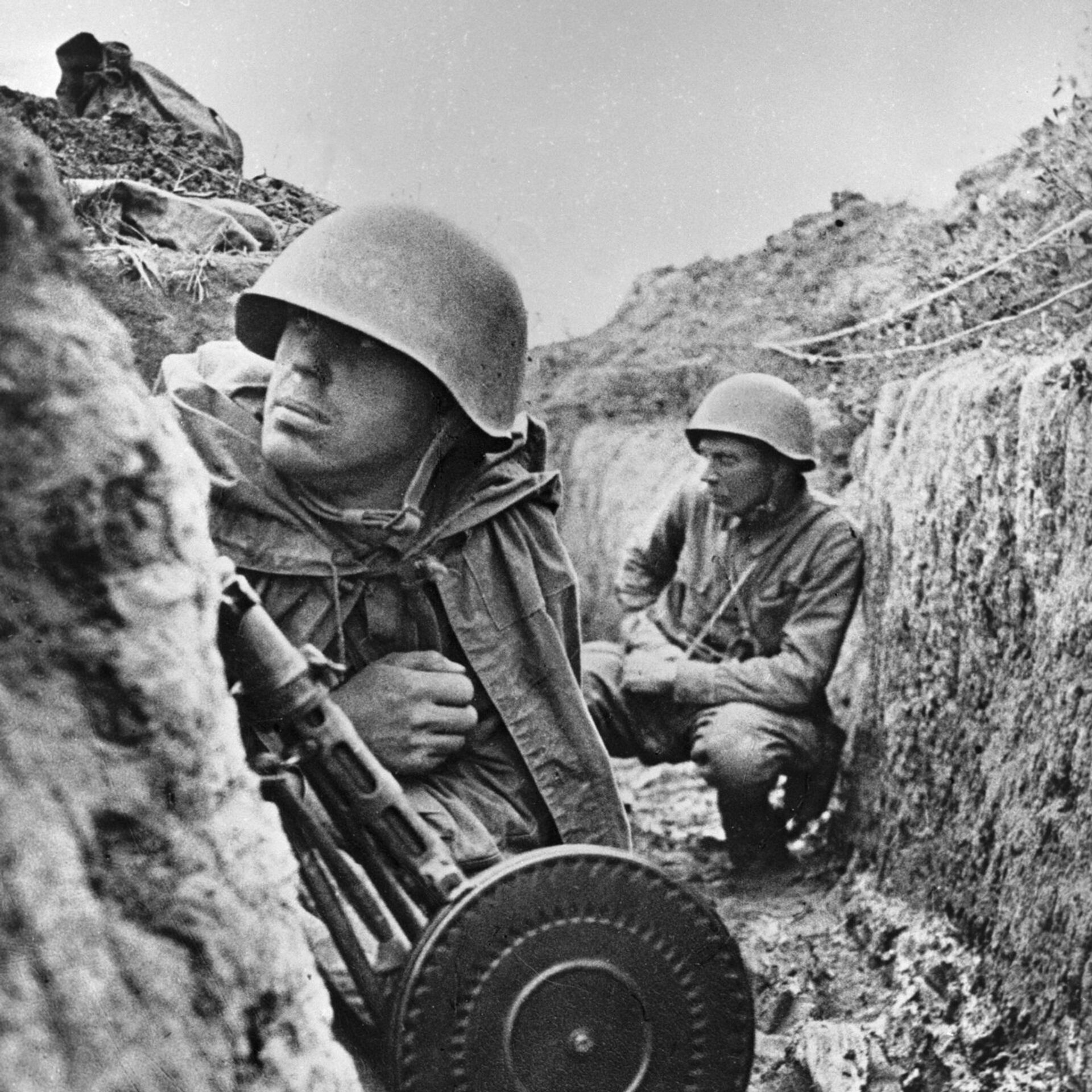
Советский пулемётчик с ДП. Ленинградский фронт, Невский пятачок, сентябрь 1941 г. Фото В. С. Тарасевича.

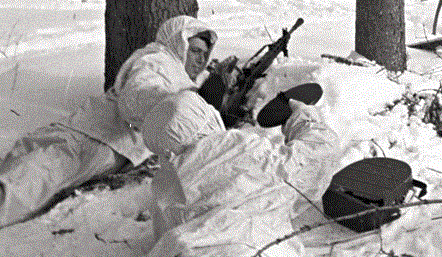
Пулемёт обслуживали два человека: стрелок и его помощник, который переносил короб с 3 дисками.

Первый случай боевого применения пулемёта ДП имел место в 1929 году, в ходе боевых действий на КВЖД
Пехотный пулемёт ДП устанавливали на малые торпедные катера типа Г-5 в качестве оружия самозащиты (для ведения огня по морским минам, низколетящим самолётам и иным целям).
Во время учений и боевых действий пулемёт обслуживали два человека: стрелок и его помощник, который переносил короб с тремя дисками. Также при стрельбе из положения лёжа к пулемёту обеими концами привязывалась длинная лента, и боец, натягивая её ногой, сильнее прижимал приклад к плечу. Таким образом, колебания пулемёта уменьшались и повышалась точность стрельбы. Пулемёт ДТ устанавливали на мотоциклы М-72. Конструкция крепления пулемёта к коляске позволяла вести огонь даже по самолётам. Однако этот способ борьбы с самолётами был не очень удобным: для стрельбы нужно было останавливаться, затем боец вылезал из коляски и из положения сидя вёл огонь по воздушным целям. После принятия на вооружение пулемёта ДП, состоявшие до этого на вооружении Красной Армии английские пулемёты Льюиса образца 1915 г. постепенно уходили на склады.

## Варианты

### Малокалиберный ДП
В середине 1930-х годов один опытный образец малокалиберного пулемёта ДП (под 5,6-мм патрон кольцевого воспламенения, в качестве оружия для обучения стрельбе солдат РККА) сконструировал М. Марголин, но на вооружение он не поступил. Фактически в этих целях использовался крепящийся на обычный ДП и использующий его органы управления огнём малокалиберный пулемёт-заменитель системы Блюма.

### ДП образца 1938 года
В 1938 году был изготовлен опытный образец 7,62-мм пулемёта системы В. А. Дегтярёва с магазином конструкции Г. Ф. Кубынова и С. Г. Разоренова (конструктивно аналогичный пулемёту ДП образца 1927 года, за исключением способа питания — магазин на 20 патронов заполняется четырьмя стандартными обоймами от винтовки Мосина). Оружие не было принято на вооружение и после испытаний было передано на хранение, а затем поступило в музей завода им. Дегтярёва в городе Ковров

### ДП с глушителем
В 1941 году во время битвы под Москвой в войска был передан на испытания пулемёт ДП с глушителем, но серийное производство данной модификации начато не было

### ДПМ

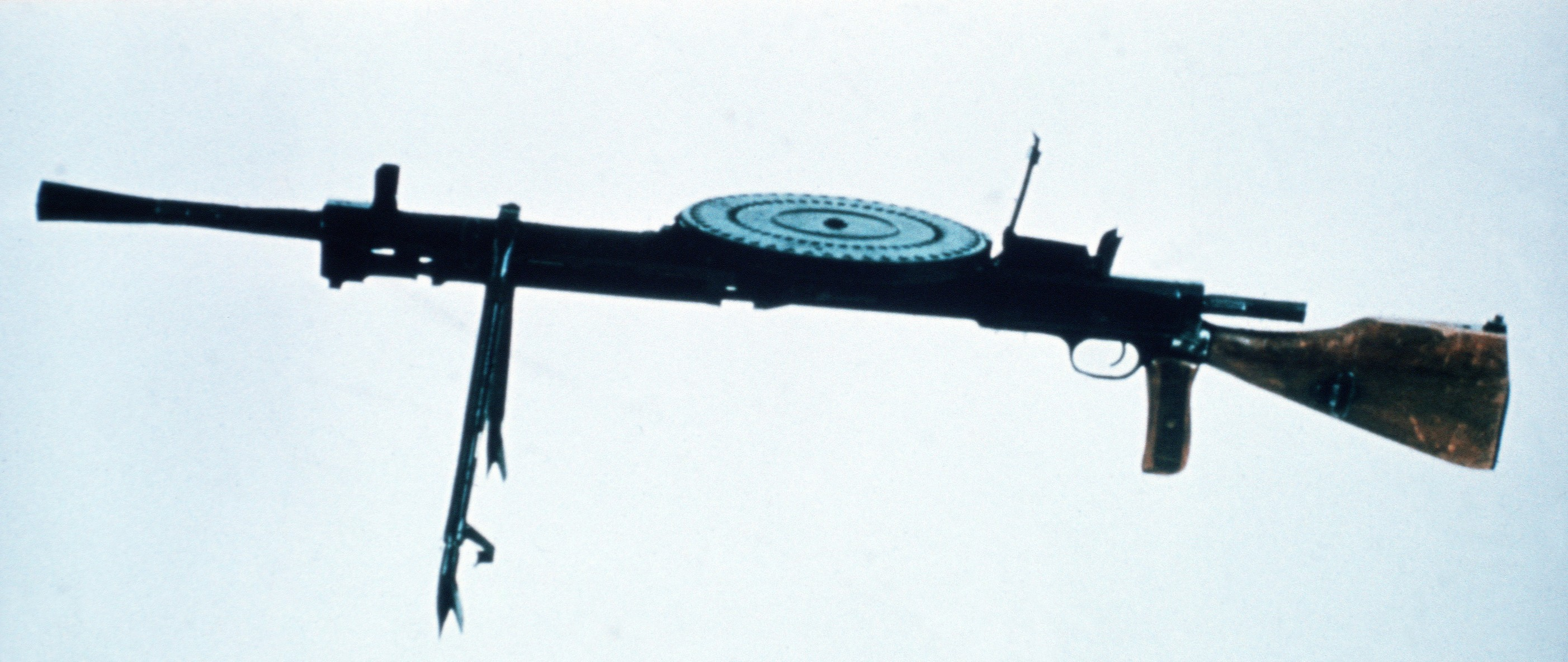
ДПМ

В 1944 году под руководством Дегтярёва на заводе № 2 велись работы по усовершенствованию пулемёта ДП, а именно над повышением надёжности и управляемости пулемёта. Новая модификация получила обозначение ДПМ («Дегтярёв пехотный модернизированный», Индекс ГАУ — 56-Р-321М). Была устранена проблема с перегревом возвратно-боевой пружины (она была установлена в специальную трубку в спусковой раме над прикладом), улучшен спусковой механизм и появилась возможность смены ствола на боевой позиции.
Перенесение возвратно-боевой пружины в спусковую раму вызвало конструктивные изменения отдельных частей и механизмов пулемёта. Новая пистолетная рукоятка, изменённая форма приклада и более устойчивые неотъёмные сошки новой конструкции обеспечивали большее удобство. В целом, все боевые, тактические и технические характеристики остались прежними.

### ДА

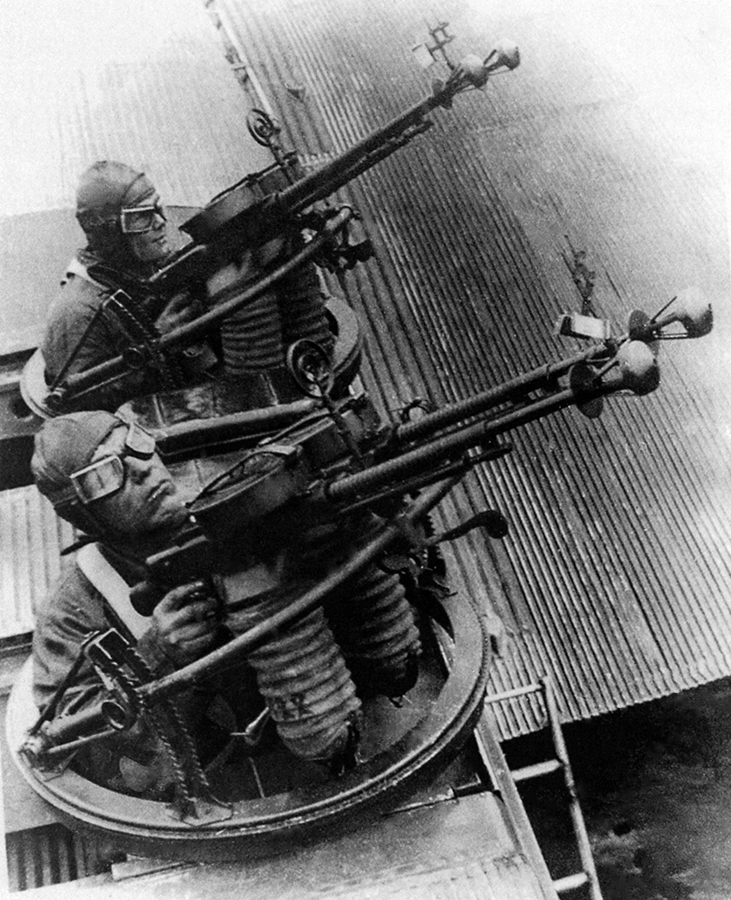
Стрелки со спаренными пулемётными установками ДА-2 на борту бомбардировщика ТБ-3.

ДА «Дегтярёв Авиационный» — вариант для установки на самолёты. С пулемёта ДП был снят кожух, предназначенный для защиты рук стрелка от ожогов о ствол. Это уменьшило его габариты и улучшило охлаждение. Для удобства стрельбы приклад был заменён на две рукоятки. Установлен магазин на 60 патронов. Для уменьшения силы отдачи впервые в авиационном вооружении в пулемёте был применён дульный тормоз.
На вооружение пулемёт ДА поступил в 1928 году. В 1930 году на вооружение поступил его спаренный вариант — ДА-2. Пулемёты ДА и ДА-2 устанавливались в качестве бортового оборонительного вооружения на самолёты Р-5, У-2, ТБ-3, МК-1, ТШ-Б.
Предполагалась установка пулемета ДА на советскую танкетку Т-25.
Широкого применения пулеметы ДА и ДА-2 не имели, так как 7,62-мм пули были откровенно малоэффективны против самолётов второй половины 1930-х — 1940-х годов, что потребовало перехода на более крупные калибры. К тому же в 1934 году специально для авиации был создан более удачный пулемёт ШКАС с темпом стрельбы около 1800 выстр./мин., что отчасти компенсировало малую поражающую способность 7,62-мм пуль.

### ДТ/ДТМ

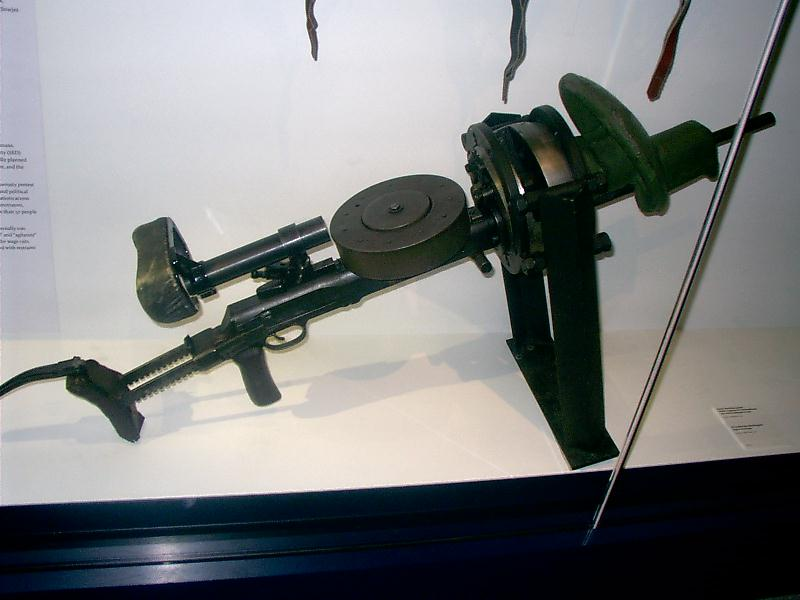
Пулемёт Дегтярёва танковый с телескопическим пулемётным прицелом ППУ-8Т и бронемаской в музее Бундесвера

Разработанная совместно с Г. С. Шпагиным в 1929 году танковая модификация ДТ (Дегтярёв танковый) (Индекс ГРАУ — 56-П-322) устанавливалась на большинство танков и бронемашин. Модификация создавалась с учётом установки пулемёта в тесном боевом отделении танка. Вместо деревянного приклада стал устанавливаться выдвижной металлический. Стандартный магазин с однорядным расположением патронов заменён на магазин с трёхрядным расположением, вмещавший 63 патрона.
Пулемёт устанавливался на шаровую установку, разработанную Г. С. Шпагиным, позволявшую легко наводить пулемёт в горизонтальной и вертикальной плоскостях. Также пулемёт снабжался парусиновым гильзоуловителем. ДТ имел съёмные сошки, так что он применялся экипажами подбитой бронетехники в качестве ручного пулемёта. Известно несколько случаев вооружения ими и пехотных подразделений. Также ДТ пользовался популярностью в воздушно-десантных подразделениях за более компактные размеры и меньший вес.
В 1944 году модифицирована возвратно-боевая пружина, и пулемёт получил обозначение ДТМ (Индекс ГАУ — 56-П-322М).

### РП-46
В 1946 году был создан и принят на вооружение ручной пулемёт РП-46 (ротный пулемёт образца 1946 года), представлявший собой модификацию ДПМ под ленточное питание, что, вкупе с утяжелённым стволом, обеспечивало бо́льшую огневую мощь при сохранении приемлемой маневренности. РП-46 использовал нерассыпную металлическую ленту от станковых пулемётов Горюнова. В начале 1960-х был заменён более совершенным пулемётом Калашникова.

### Тип 53

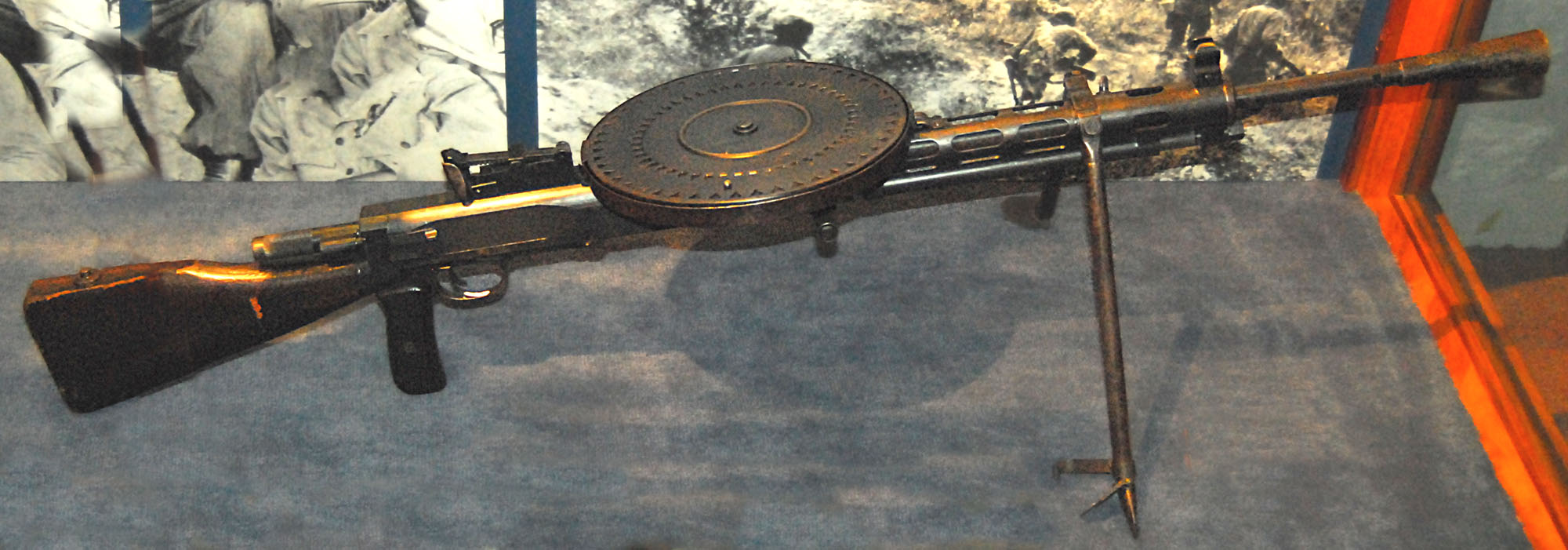
Тип 53 — китайский вариант ДПМ.

Адаптированная к особенностям китайской промышленности копия пулемёта ДП (ДПМ). Выпускался китайской государственной оружейной корпорацией Norinco.

### ДП-О
Переделанный для стрельбы в полуавтоматическом режиме, пулемёт ДП-О сертифицирован в России как охотничий карабин.

## Страны-эксплуатанты
- СССР
- Беларусь: сняты с вооружения в декабре 2005 года[27]
- Болгария — в период после 9 сентября 1944 года СССР передал болгарской армии 762 пулемёта ДП, которые были приняты на вооружение и использовались в ходе боевых действий 1944—1945 гг.[28], они оставались на вооружении и после войны[29]
- Вторая Испанская Республика — 5146 поставлено из СССР для Испанской республики[30], поступали на вооружение республиканской армии и некоторых интернациональных бригад[31]
- ГДР — на вооружении ННА ГДР[32]
- Италия — в 1941—1943 гг. трофейные ДП использовались итальянскими войсками на Восточном фронте, некоторое количество сохранилось в подразделениях после возвращения их в Италию (и после капитуляции Италии и разоружения итальянских войск немцами в сентябре 1943 года несколько ДП оказалось у итальянских партизан)[33].
- Польская Народная Республика — первые пулемёты поступили на вооружение 1-й польской пехотной дивизии имени Т. Костюшко (а затем и других сформированных в СССР польских частей) в 1943—1945 гг., после войны они использовались ещё некоторое время, а затем были переданы на хранение[34]
- Социалистическая Республика Румыния — первые пулемёты поступили на вооружение 1-й румынской добровольческой пехотной дивизии имени Тудора Владимиреску в 1943 году, всего до 1 июля 1945 года румынская армия получила 998 шт[35].
- Третий рейх — трофейные пулемёты использовали в вермахте и охранно-полицейских формированиях под обозначением «7,62 mm leichte Maschinengewehr 120(r)»
- Украина — после провозглашения независимости в 1991 году советские склады мобилизационного резерва оказались в распоряжении министерства обороны Украины. 23 ноября 2005 года правительство Украины подписало соглашение с Агентством НАТО по материально-техническому обеспечению и снабжению (NAMSA), в соответствии с которым приняло на себя обязательства начать уничтожение избыточных запасов вооружения и боеприпасов в обмен на предоставление материально-финансовой помощи. Началась распродажа излишнего оружия[36]. По состоянию на 15 декабря 2011 года на складах министерства обороны оставалось 120 000 пулемётов ДП и 19 000 ДПМ[37]. В январе 2022 года обращению с ДП начали обучать резервистов из подразделений территориальной обороны[38]. Был замечен также модифицированный пулемет с оптическим прицелом и глушителем[39]. Пулемёты активно используются мобильными группами ПВО для уничтожения БПЛА
- Финляндия — за период Зимней войны Финляндия захватила более 3000 ДП и около 150 ДТ. К 1944 г. в финской армии находилось около 9000 ДП, он оставался на вооружении до 1960-х годов под наименованием 762 PK D (7.62 pk/ven.). Пулемёт ДТ — 762 PK D PSV (7.62 pk/ven. psv.) — стал основным танковым пулемётом финской армии, также использовался после войны[40]. Финская промышленность наладила выпуск частей ДП: стволов, магазинов, прикладов и др.
- Югославия — в 1944 году СССР начал поставки оружия по программе военной помощи НОАЮ, всего до 1 января 1945 года было поставлено 5508 шт. пулемётов ДП с патронами[41]

## В кинофильмах и компьютерных играх
Зачастую в играх (и вообще западной литературе) именуется не ДП-27, а DP-28.
Пулемёт Дегтярёва присутствует в значительном количестве кинофильмов и в ряде компьютерных игр. Также такой пулемёт использует персонаж из серии игр «Tom Clancy’s Rainbow Six Siege», «Тачанка». Помимо этого этот пулемёт можно встретить в мобильной многопользовательской игре PUBG.

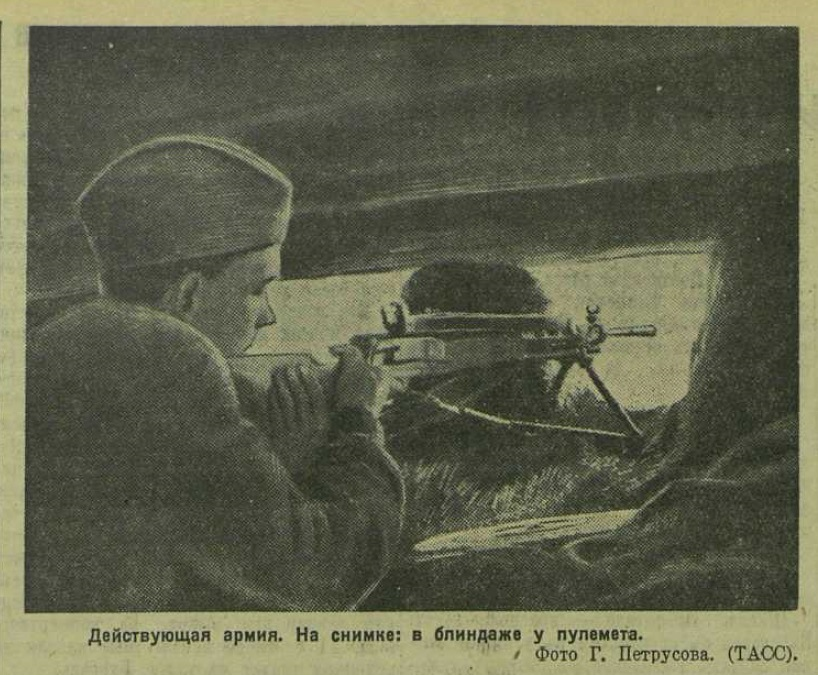
В блиндаже у пулемёта, 18 сентября 1941 г.
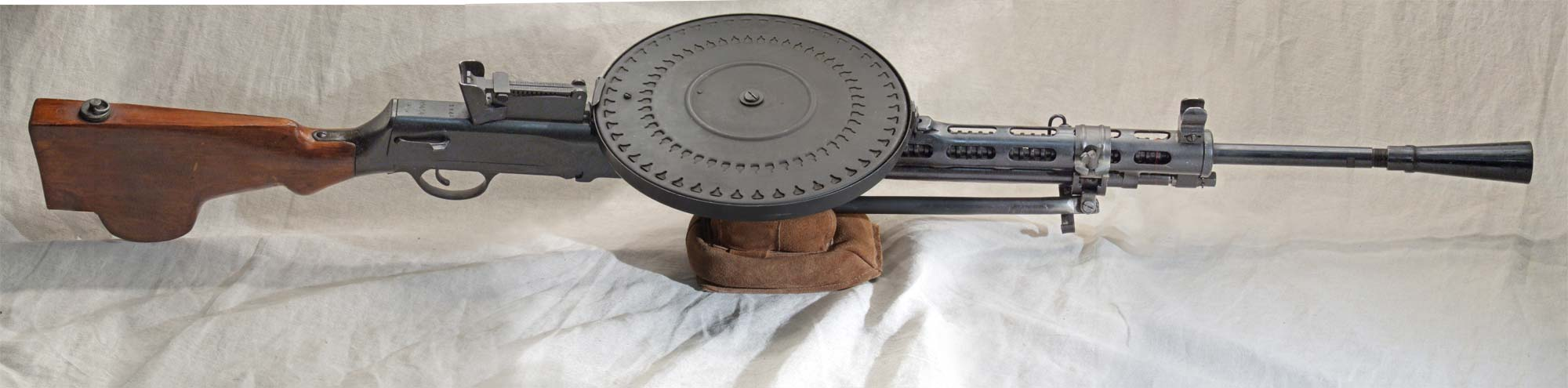
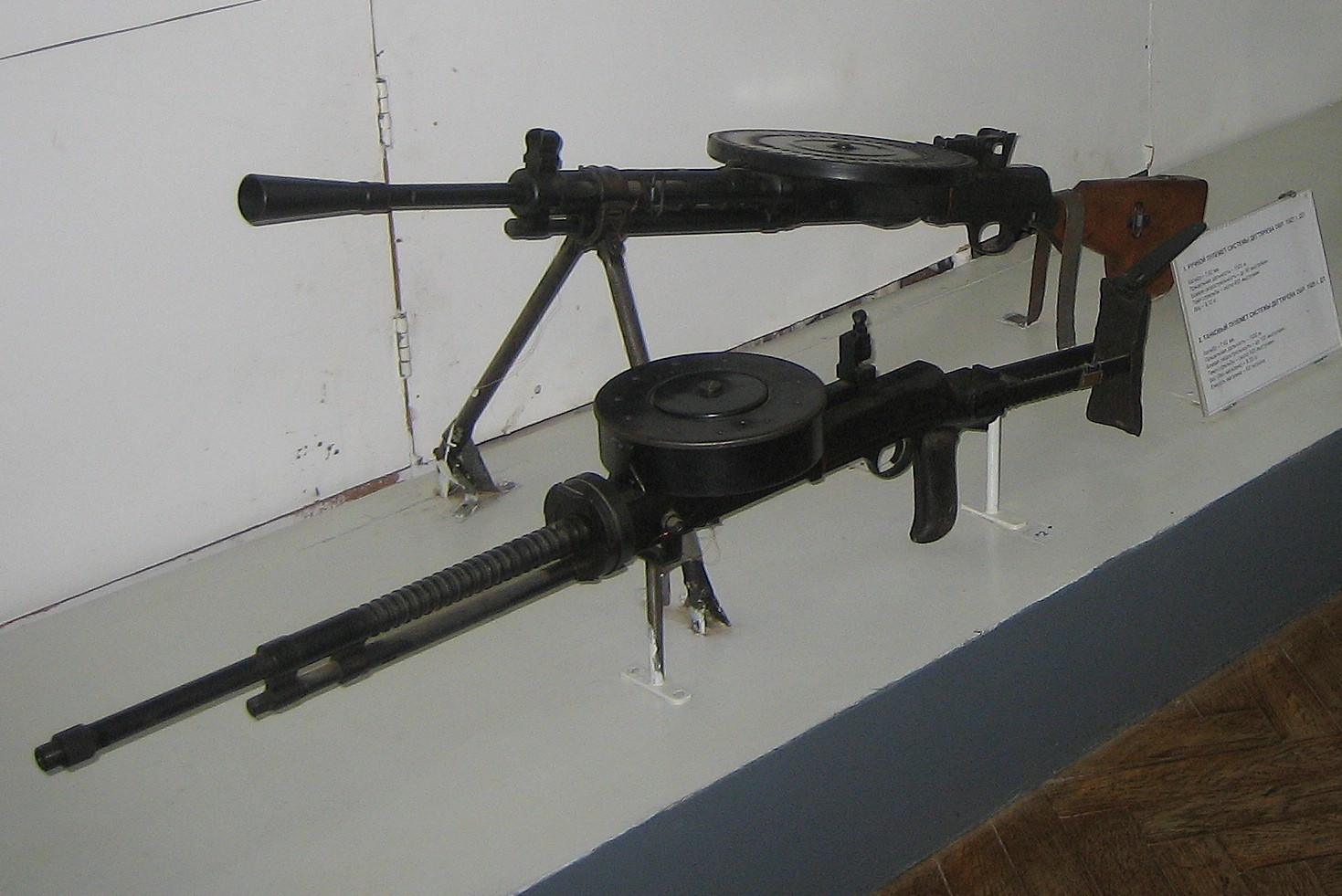
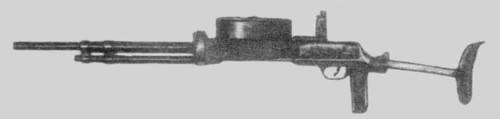
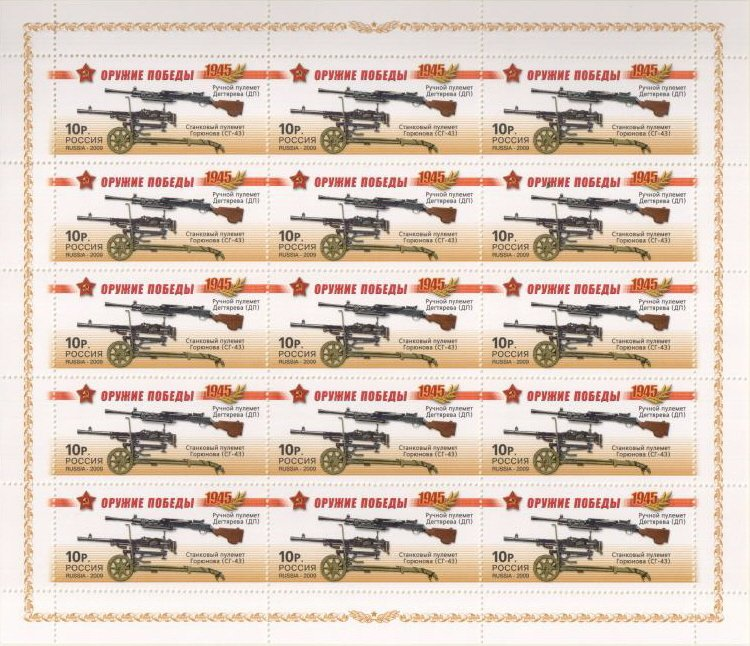
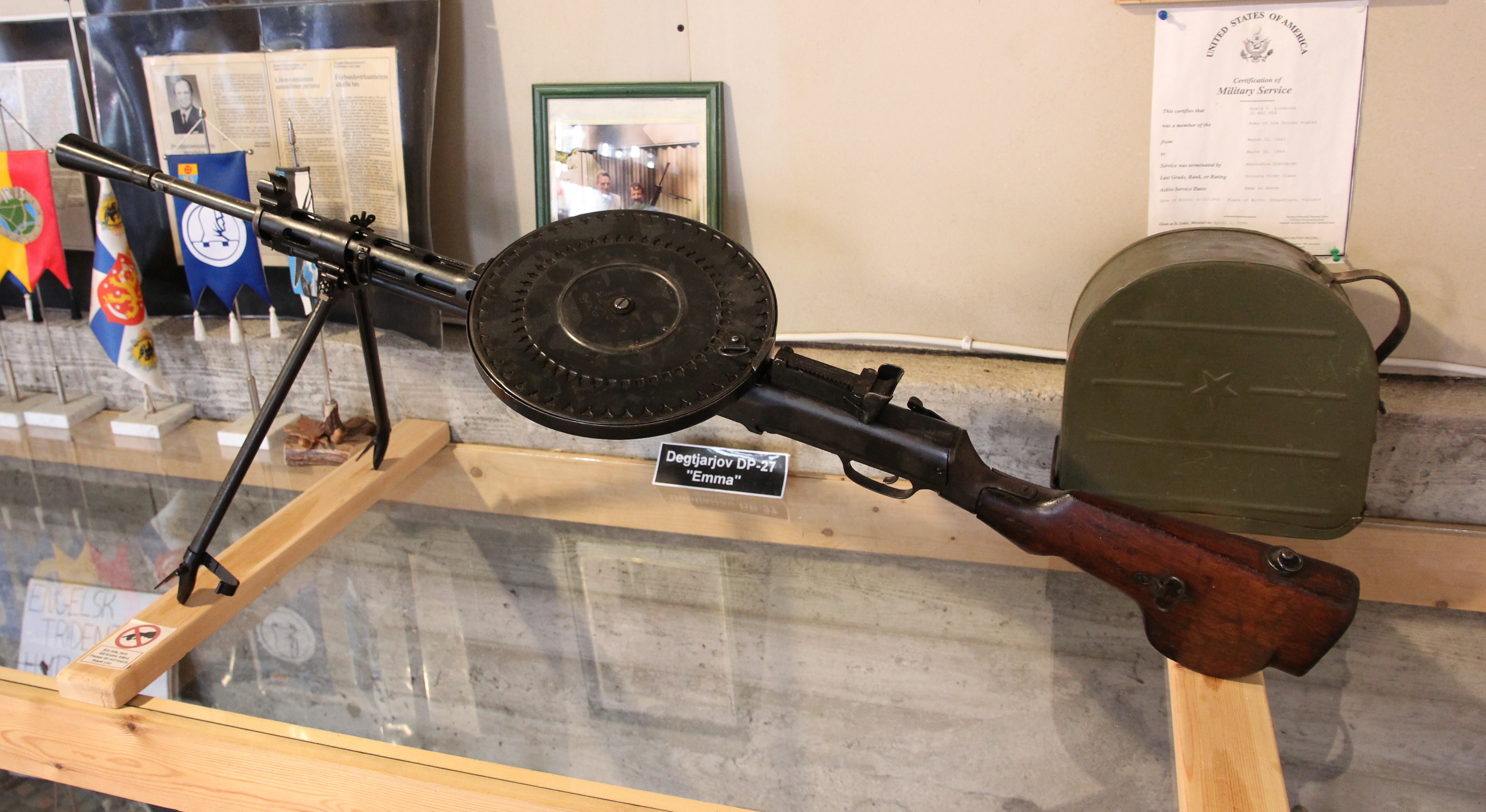
Пулемёт ДП в артиллерийском музее города Инкоо, Финляндия
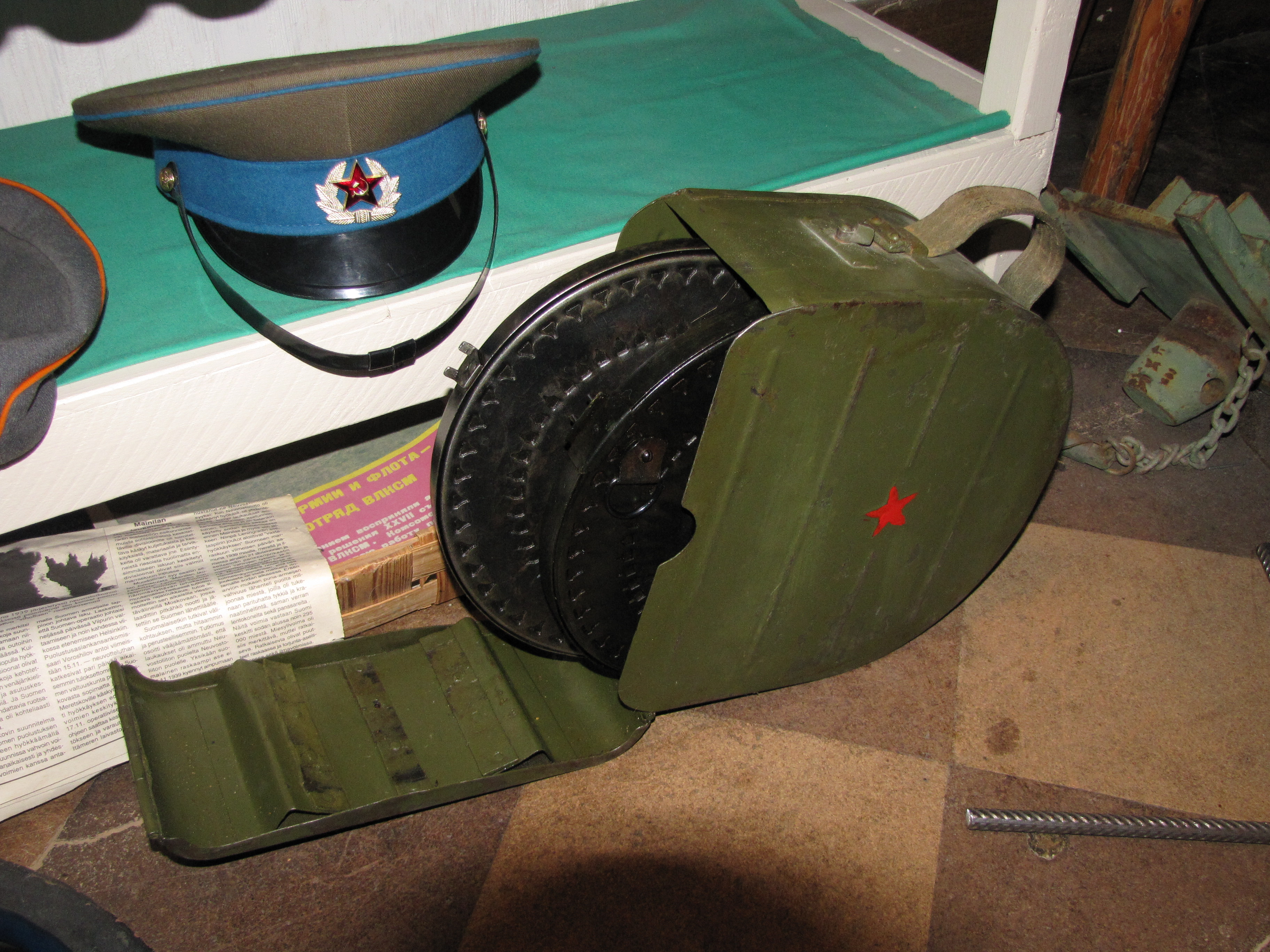
Боец грузинской армии на войне в Абхазии (1992—1993) с пулемётом ДП
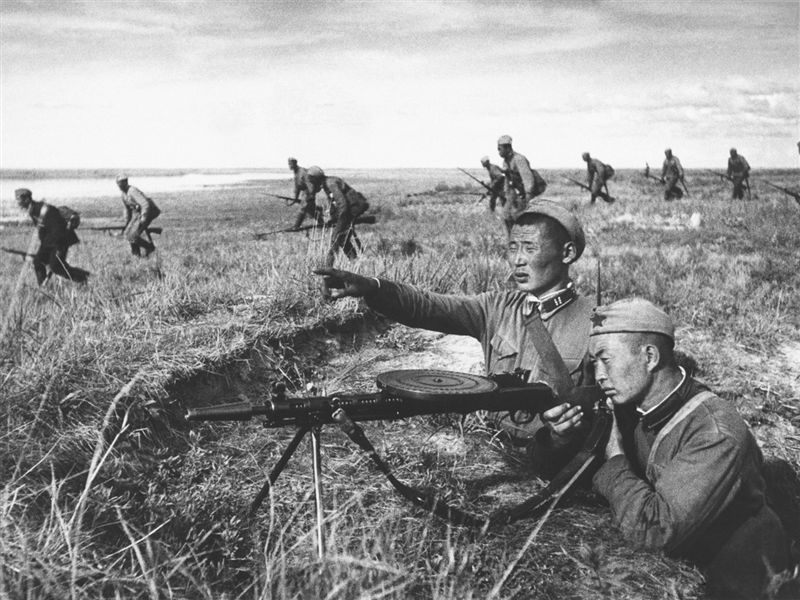
Бойцы монгольской Народно-революционной армии ведут бой с японскими захватчиками из пулемёта ДП. Халхин-Гол. 1939 год
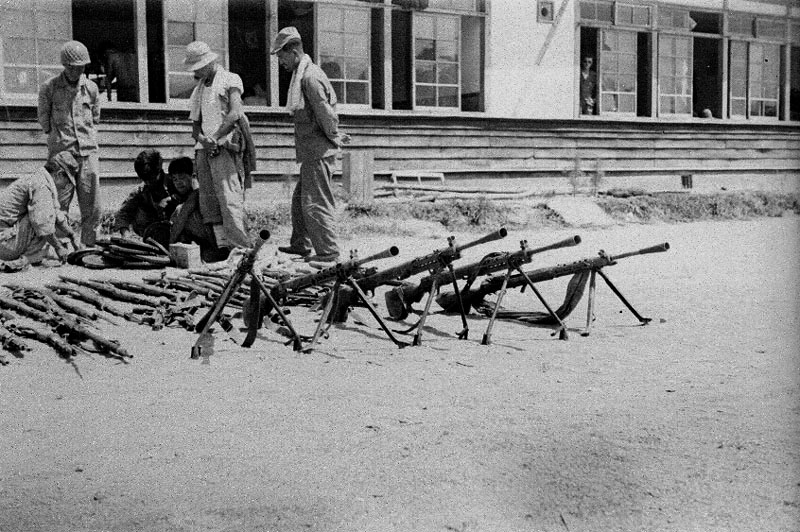
Трофейные пулемёты ДП, захваченные войсками ООН на Корейской войне
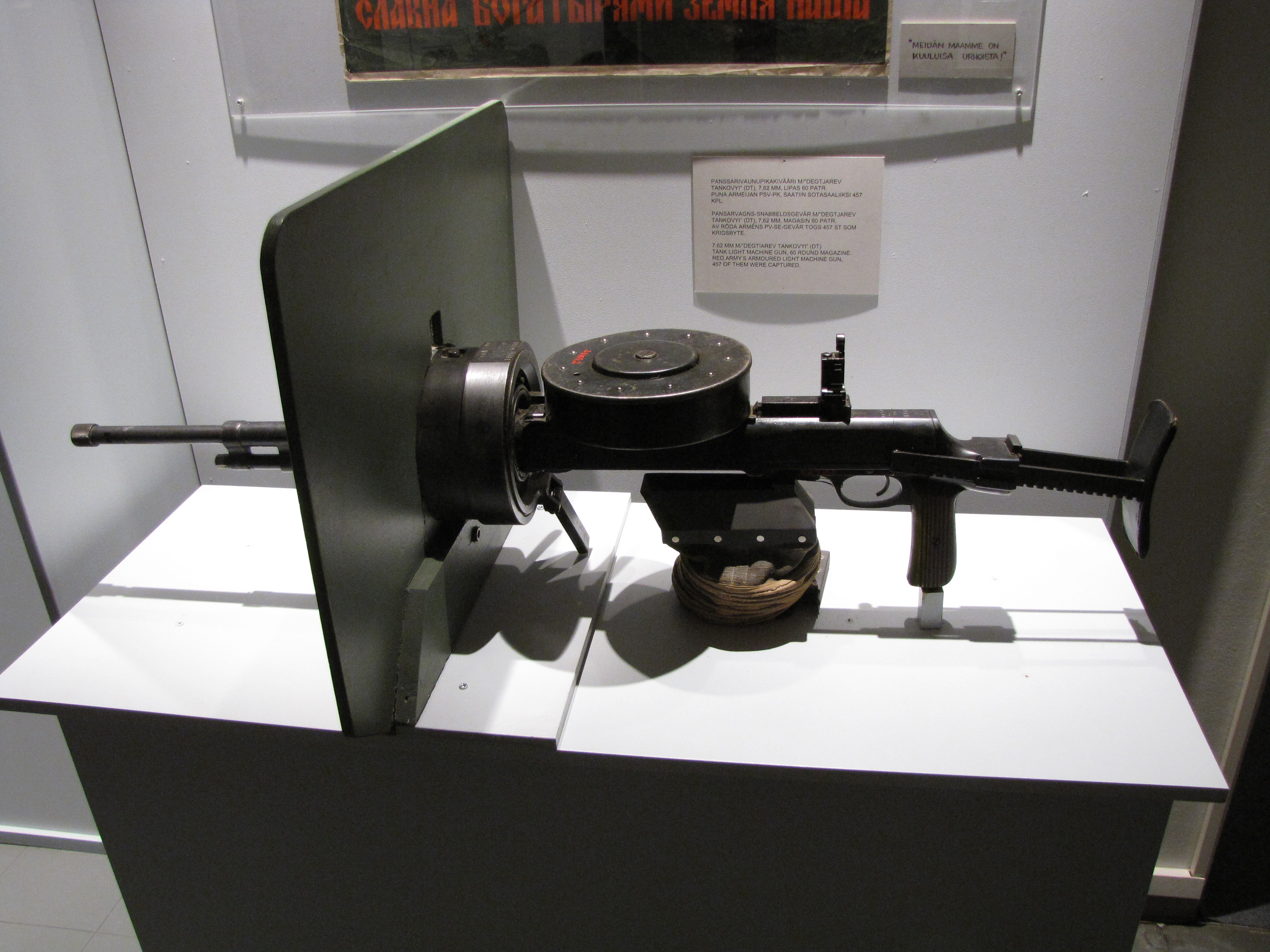
Танковый пулемёт ДП в Военном музее Хельсинки, 2010 год
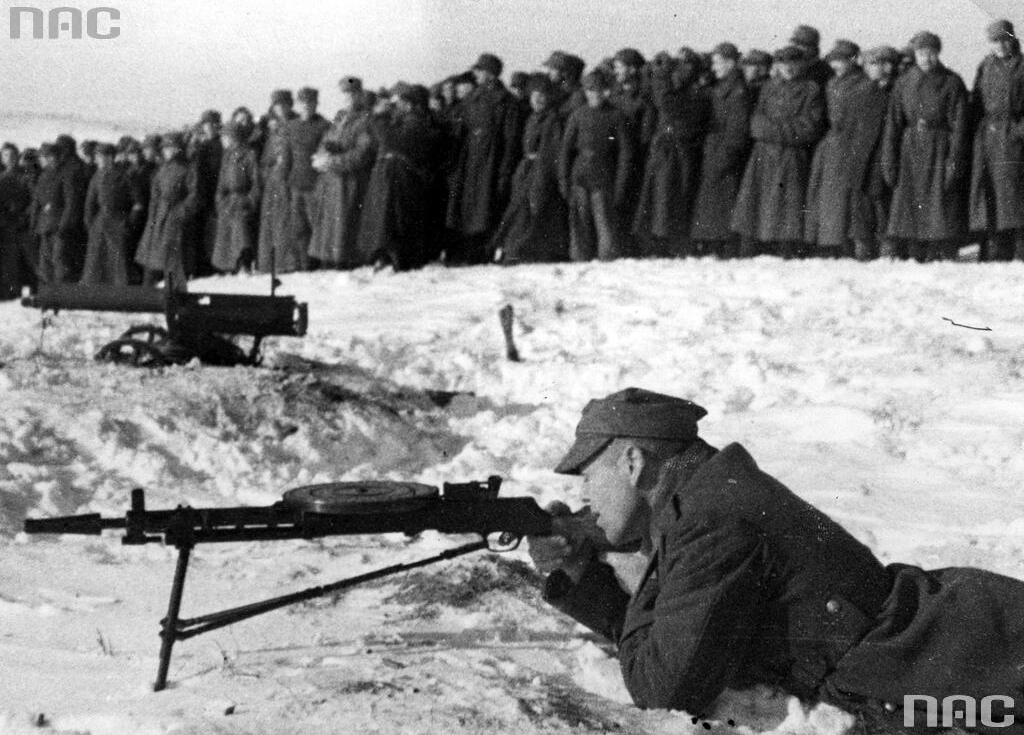
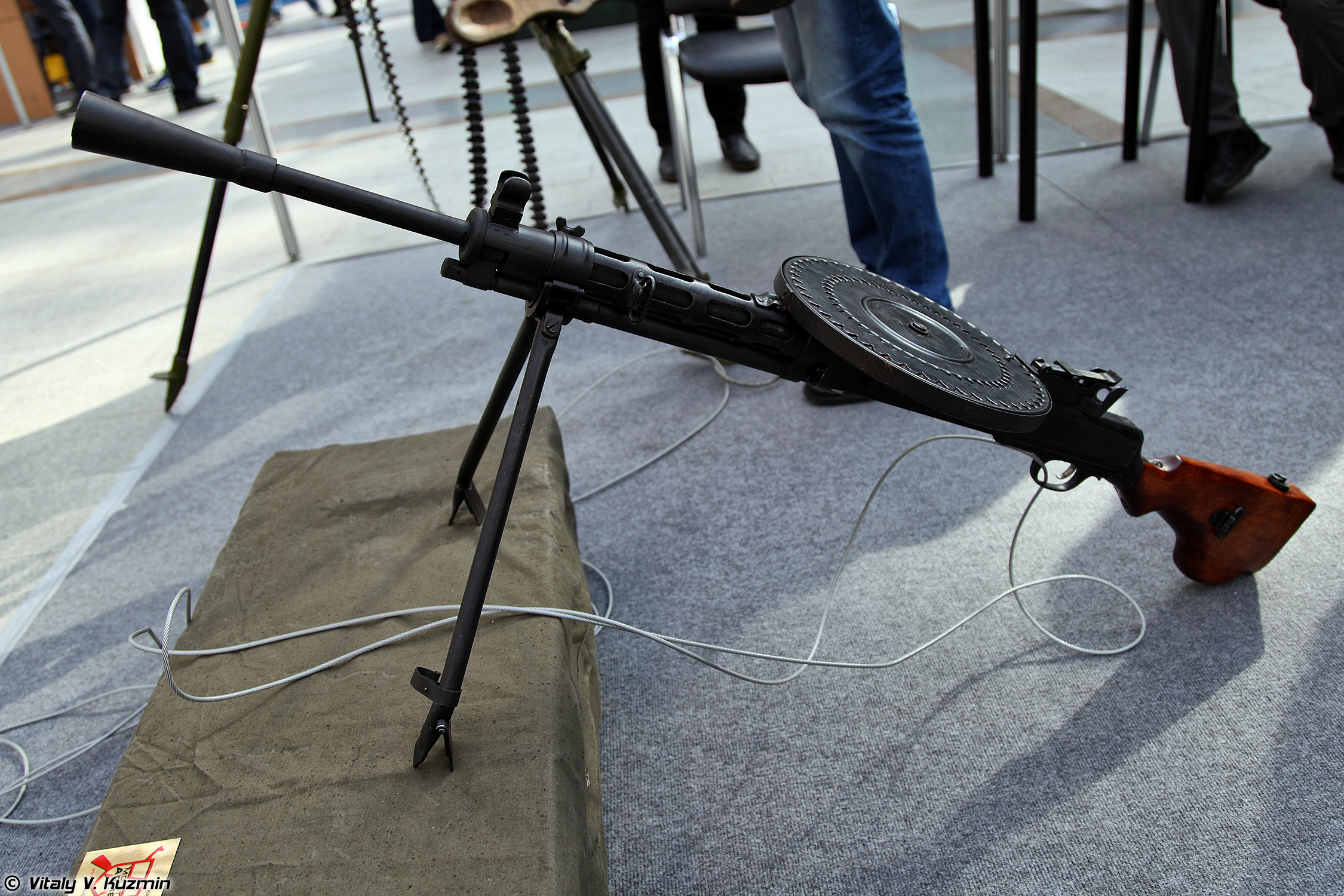
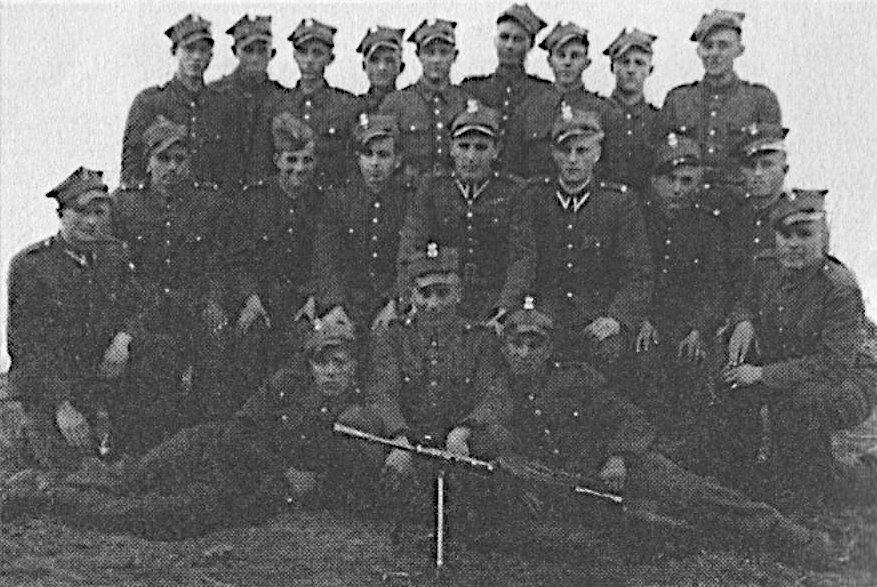
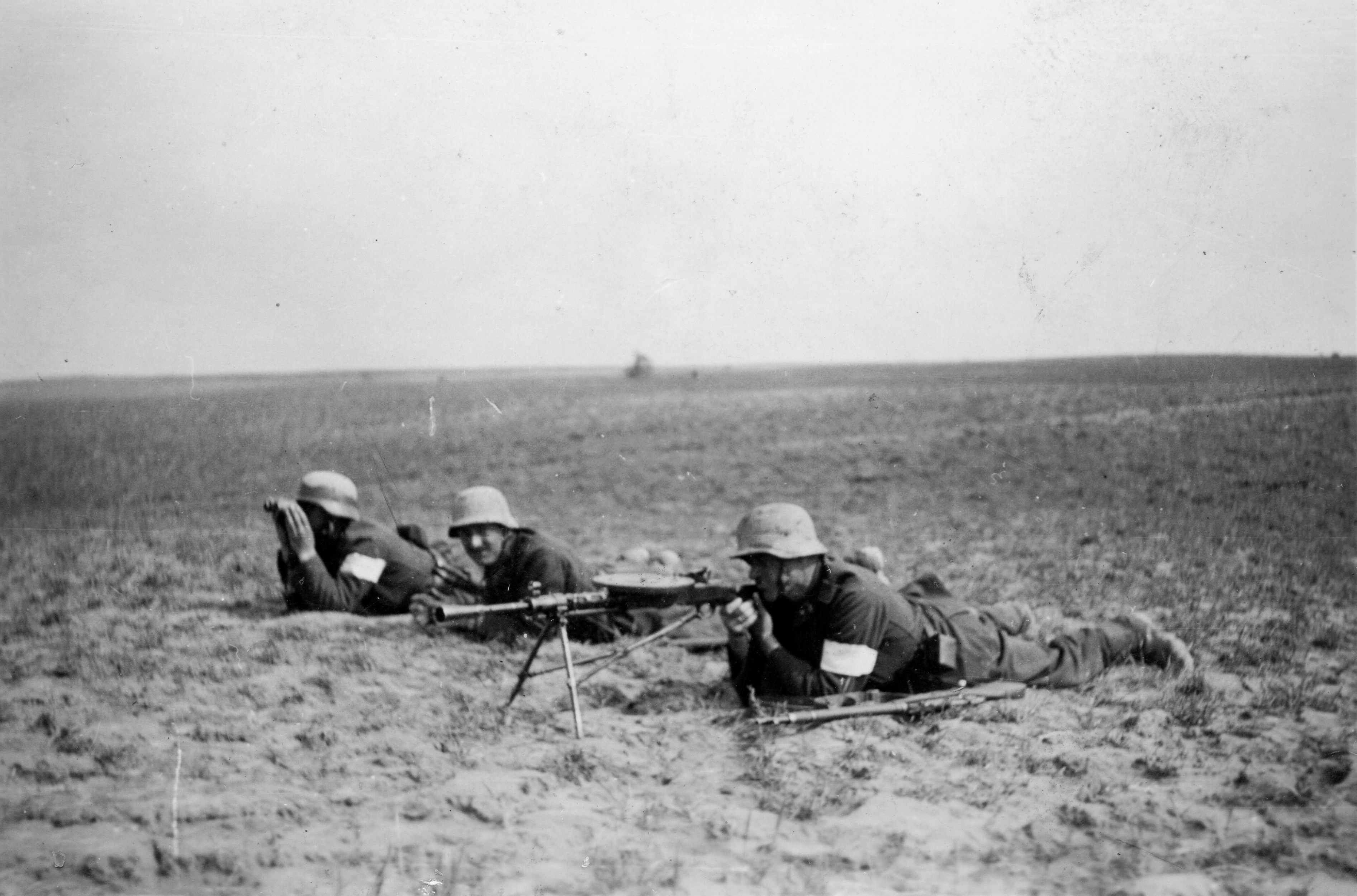
Бойцы венгерской армии учатся стрелять из трофейного пулемёта ДП. Восточный фронт, 1942 год
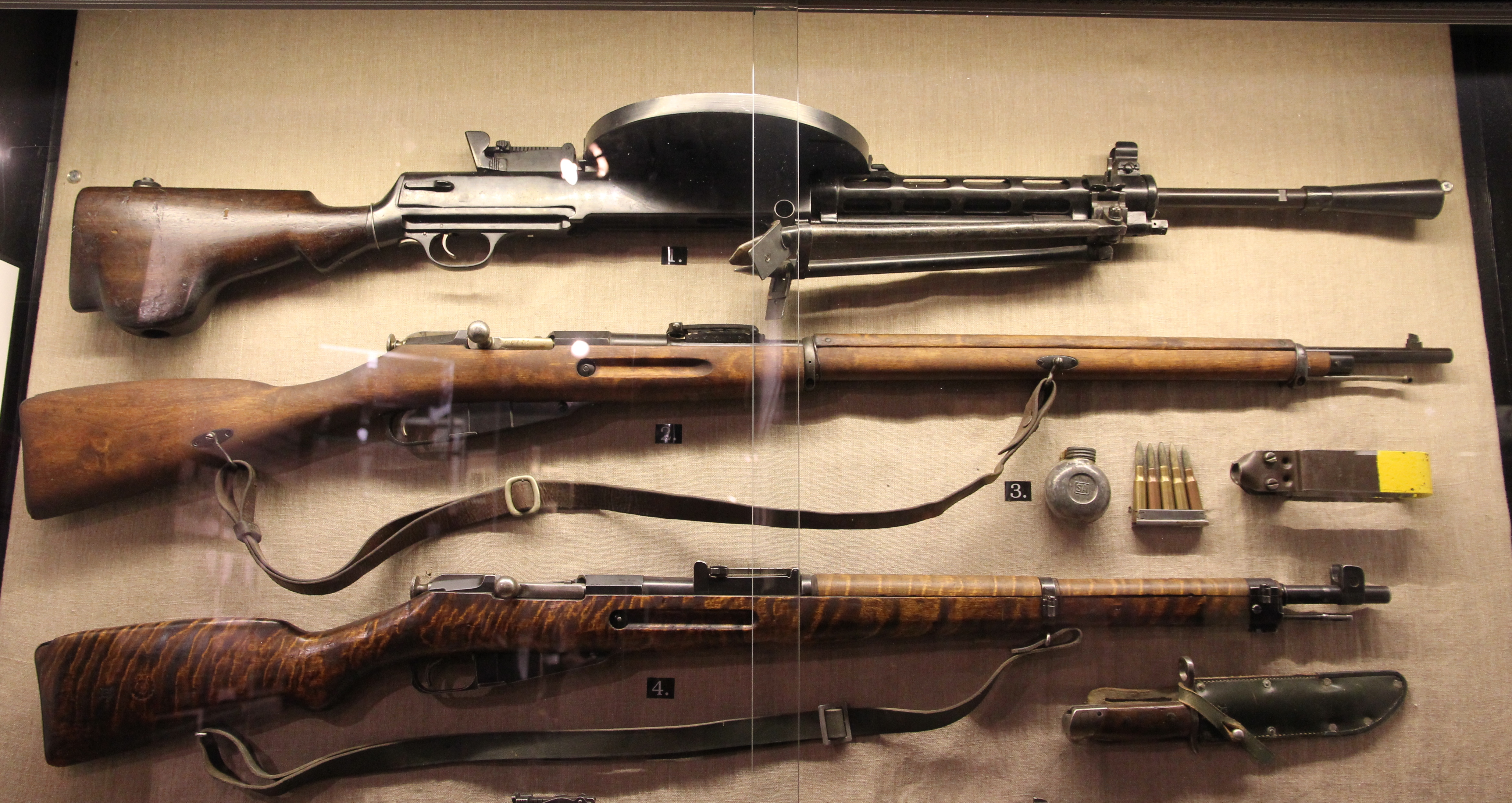
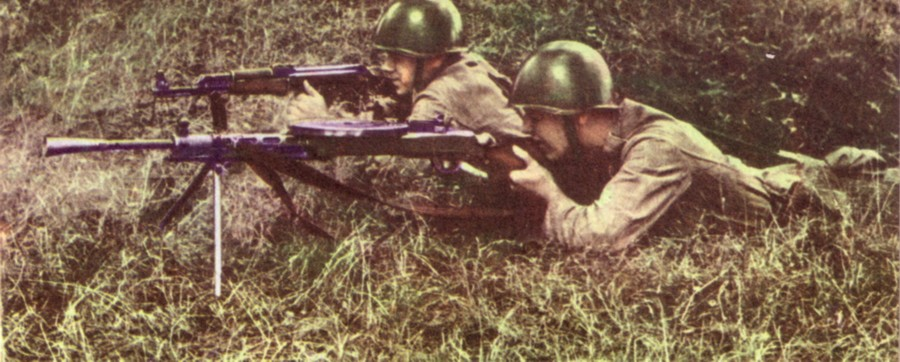
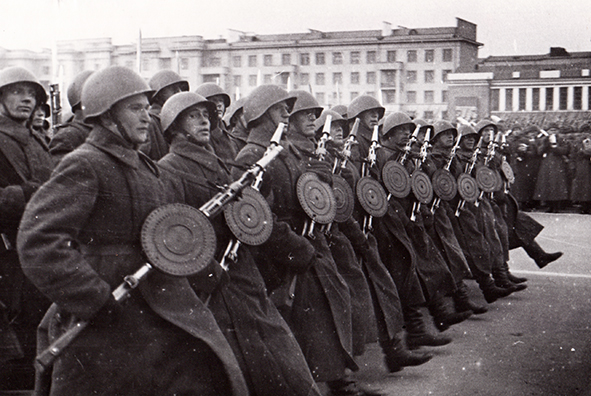
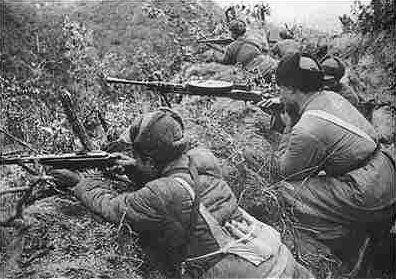
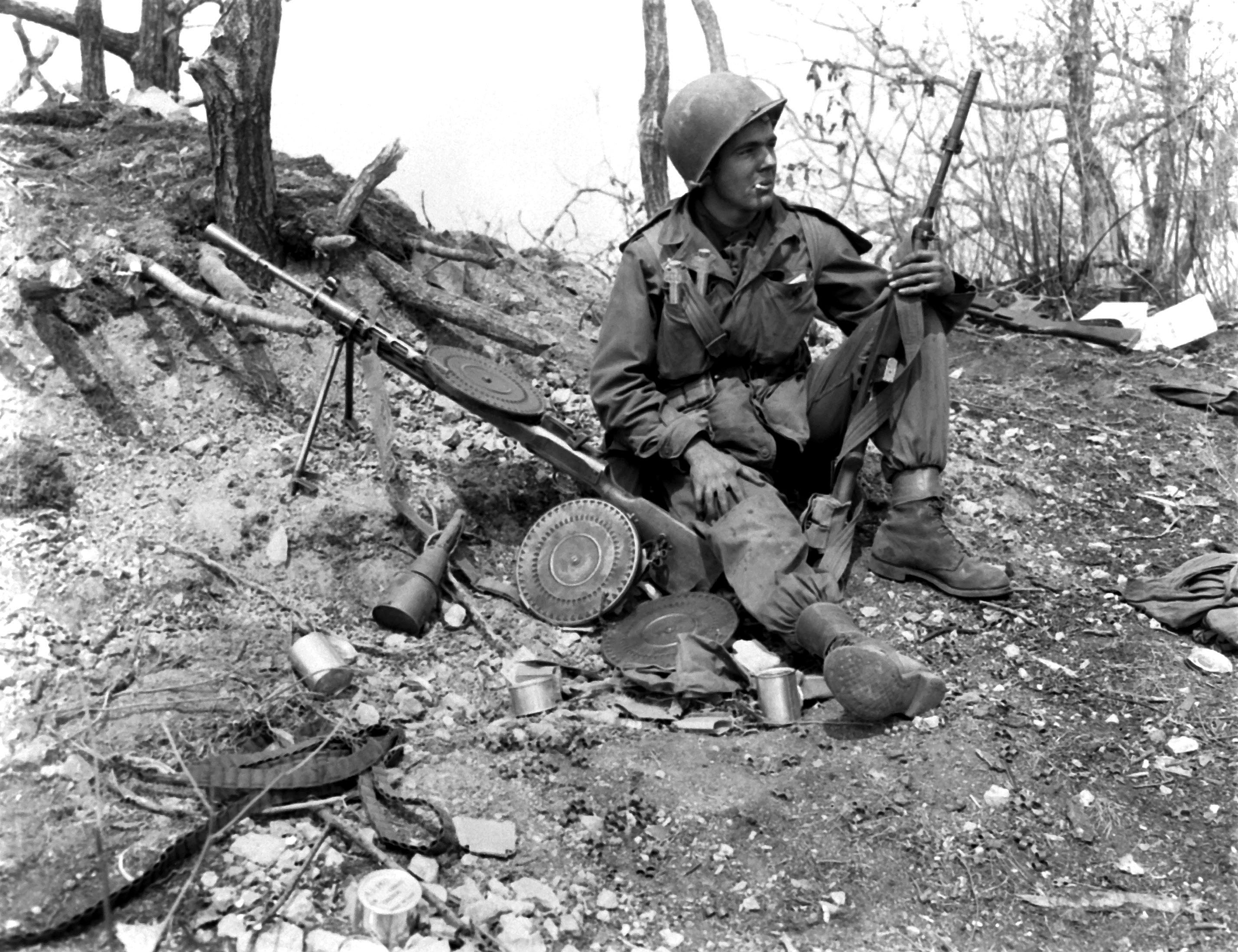
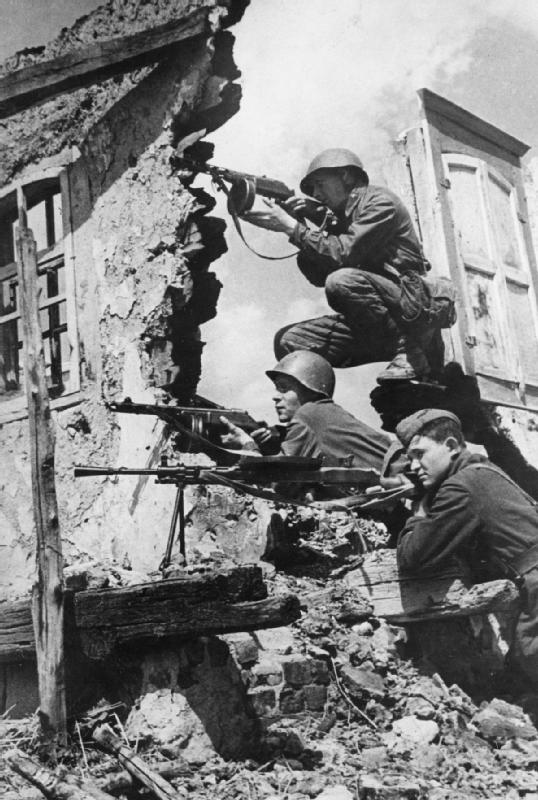
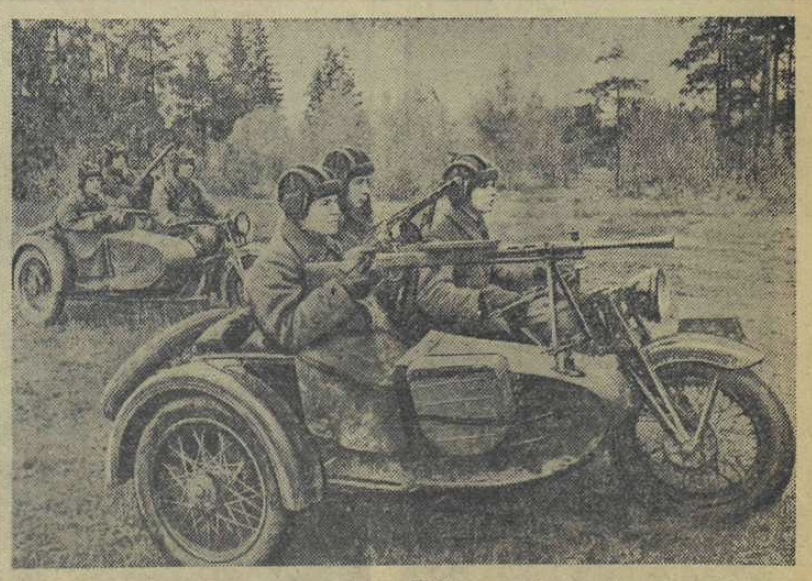
Советские мотоциклисты-разведчики отправляются на выполнение боевой задачи

В фильме «Соловей — разбойник» главный герой ездит на мотоцикле с пулеметом на коляске.